# Famille Badoer
Pour les articles homonymes, voir Badoer.
 (juillet 2024).
La famille Badoer, également sous les formes Badoara, Badoari, dite aussi Partecipazi, Partecipazio, est une famille patricienne de Venise.

## Historique
Elle[Qui ?] vint de la Hongrie à Pavie, et à Venise ensuite dans ses débuts en tant que tribuns[pas clair]. Elle fut une des douze maisons faisant partie du corps de la noblesse patricienne du début[De quoi ?]. Elle compte sept doges qui se succédèrent quasi consécutifs[pas clair], à la limite du népotisme[évasif]. Cette famille édifia diverses églises à Venise[Lesquelles ?] et y acheta beaucoup de richesses[évasif].
Un Marin Badoer eut en dot Peraga, Mirano, Stra, Morelle, San Bruson et d'autres terres de la Marche Trévisane à la suite de son mariage au XIIe siècle avec Balzanella, fille de Pietro seigneur de Peraga.
Les Badoer se glorifient d'un Bienheureux[pas clair], d'un cardinal nommé patriarche de Venise[pas clair] par Clément XI, ainsi que de divers généraux, procureurs et ambassadeurs[Qui ?].
Une branche de cette famille habita dans la paroisse de S. Tomà, dans la Calle de la Passion derrière laquelle existaient un Ramo Badoer, un Sottoportico Badoer et Corte Badoer[Quand ?]. Cette branche concourut à l'érection de la perspective de l'église San Tomà entre 1666 et 1670[réf. souhaitée].

## Personnalités
- Angelo Participazio, 10e doge de Venise élu en 809 ;
- Giustiniano Participazio, 11e doge de Venise élu en 827 ;
- Giovanni I Participazio († 836), 12e doge de Venise ;
- Orso Badoer I († 881), 14e doge de Venise ;
- Giovanni Badoer, 15e doge de Venise ;
- Orso Badoer II, 18e doge de Venise élu en 912 ;
- Pietro Badoer († 942), 20e doge de Venise élu en 939 ;

## Armes

Armes des Badoer

Les armes de la famille Badoer se blasonnent ainsi de gueules à trois bandes d'argent et sur le tout un Lion d'Or.

## Demeures
- Villa Badoer, villa veneta sise à Fratta Polesine (Rovigo), en Vénétie ;

Palais de Venise :
- Palais Civran Badoer Barozzi ;
- Palais Badoer;
- Palazzetto Badoer ;
- Palais Gritti Morosini Badoer ;
- Palais Badoer Tiepolo.

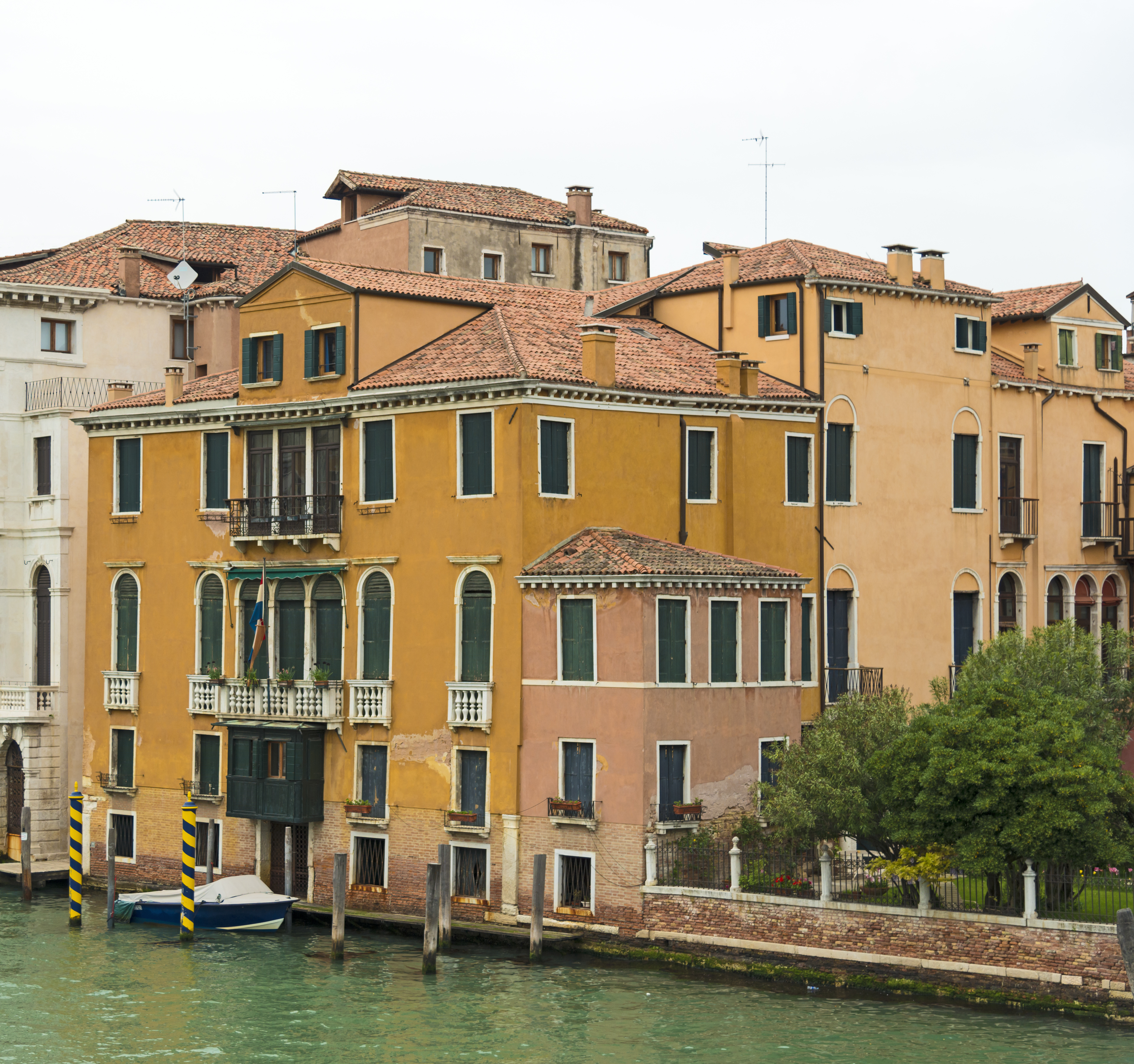
Palais Civran Badoer Barozzi
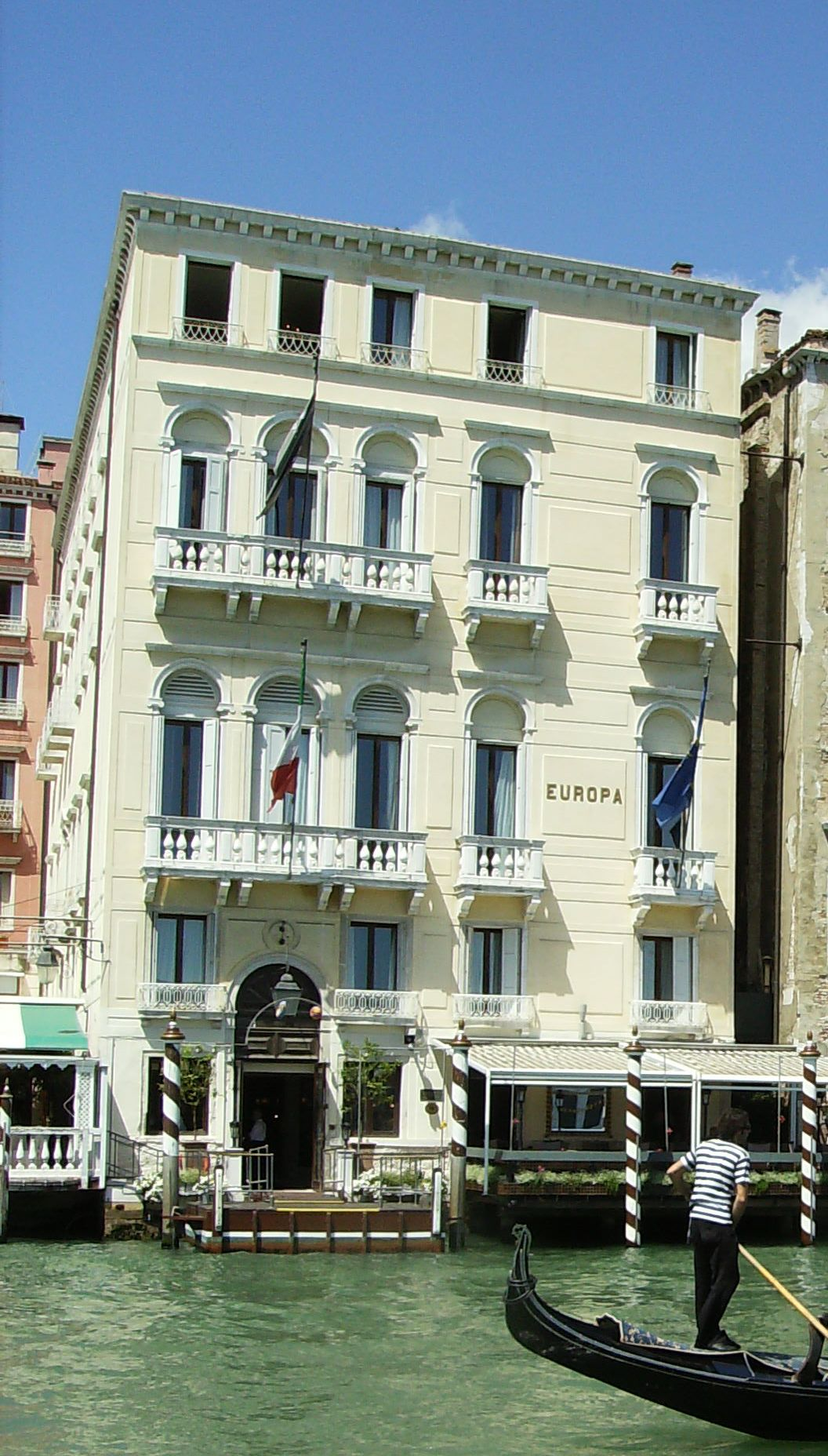
Palais Badoer Tiepolo
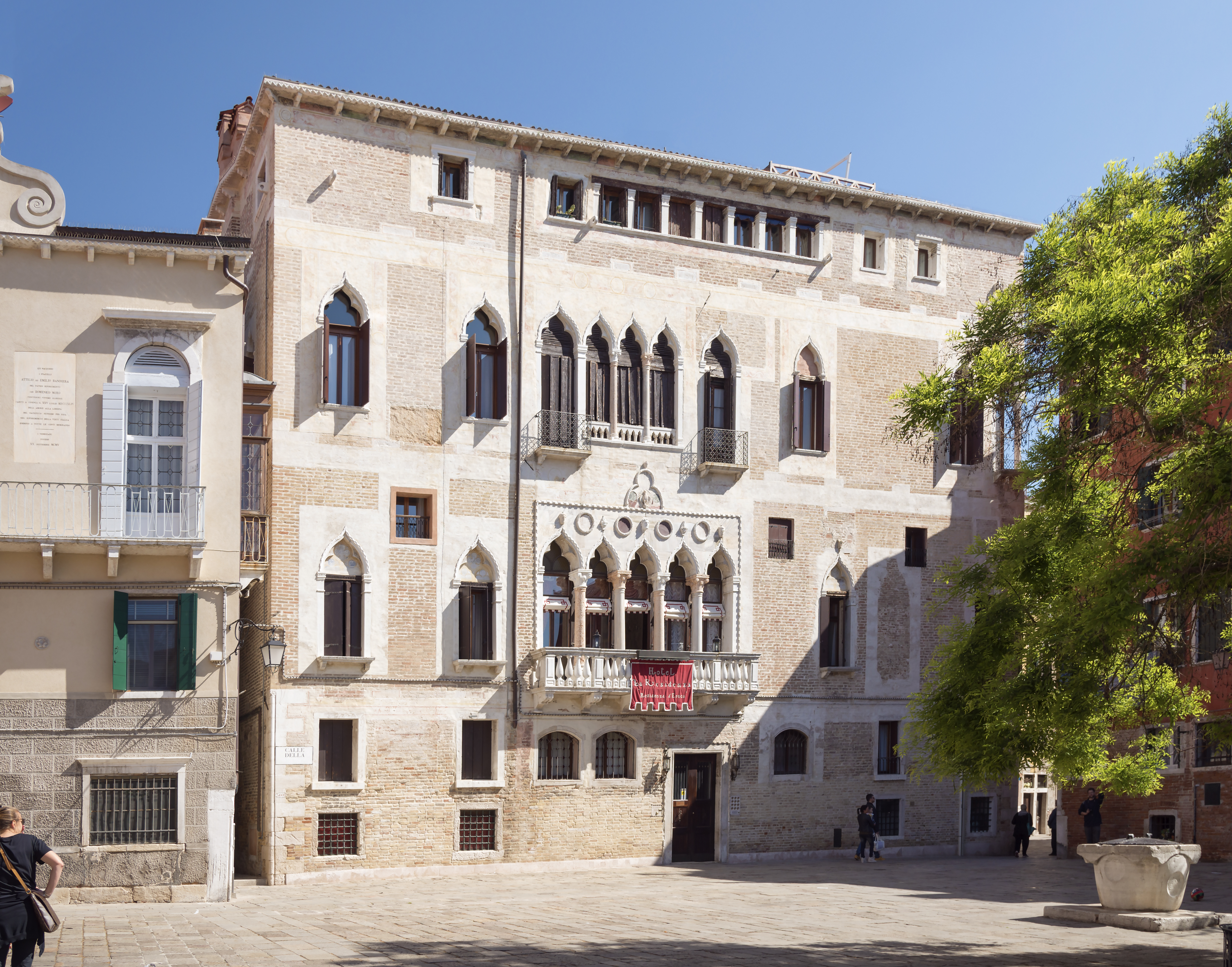
Palais Gritti Morosini Badoer